# Apolpium cordimanum
Apolpium cordimanum es una especie de arácnido del orden Pseudoscorpionida de la familia Olpiidae.

## Distribución geográfica
Se encuentra en Venezuela y Colombia.